# Bracon alejandromasisi
Bracon alejandromasisi (лат.) — вид паразитических наездников из семейства браконид, отряда перепончатокрылых. Эндемик Коста-Рики. B. alejandromasisi назван в честь Alejandro Masis за его вклад в дело охраны природы региона Гуанакасте (ACG, Area de Concervacion de Guanacaste, Коста-Рика), особенно в провинции Гуанакасте.

## Описание
Длина тела около 4 мм. Основная окраска чёрная (голова и грудь) и жёлтая (брюшко). Выделение вида произведено на основании молекулярного баркодирования последовательности нуклеотидов по цитохром оксидазе COI.
Bracon alejandromasisi и B. tihisiaboshartae занимают один и тот же BIN-индекс и имеют одинаковый согласованный баркод. Bracon tihisiaboshartae можно отличить от B. alejandromasisi по цвету тергитов метасомы: они полностью жёлтые у B. tihisiaboshartae и частично чёрные у B. alejandromasisi.
Паразитоид гусениц бабочек вида Consul electra (Nymphalidae), питающейся листьями перца Piper psilorhachis (Piperaceae). Вид был впервые описан в 2021 году американским гименоптерологом Michael J. Sharkey (The Hymenoptera Institute, Redlands, США) по типовым материалам из Коста-Рики.